# 北九州銀行
株式会社北九州銀行（きたきゅうしゅうぎんこう、THE KITAKYUSHU BANK, Ltd.） は、福岡県北九州市小倉北区に本店を置く地方銀行。山口フィナンシャルグループ (YMFG) 傘下。2011年（平成23年）10月3日に営業を開始した、日本で最も新しい地方銀行である（行名の変更や、合併によって新たに発足した銀行を除く）。

## 概要
2010年（平成22年）10月1日に、YMFG傘下の山口銀行の北九州支店があった北九州市小倉北区堺町1丁目1-10に準備会社である「北九州金融準備株式会社」を設立した後、2011年（平成23年）10月3日に開業した（銀行設立のスキームについては後述）。山口銀行北九州支店はそのまま北九州銀行本店に移行している。
現在の北九州市域に本店を構える銀行としては1932年（昭和7年）に解散した門司銀行以来およそ80年ぶり、北九州市が発足してからは初となる。設立と同時に全国地方銀行協会（地銀協）に加盟し、西日本銀行（現:西日本シティ銀行）以来27年ぶり の新しい地方銀行となった。
山口銀行の支店を地域単位で丸ごと分割したため、北九州銀行が開業時に山口銀行から引き継いだ預金総額よりも貸し出しが926億円上回る“オーバーローン”（貸出超過）状態で発足した。これについて北九州銀行は「4 - 5年以内の解消」を目指すとしていた が、開業から2ヶ月を経た2011年（平成23年）12月末時点で406億円に減少し、開業2周年を前にした2013年（平成25年）9月には解消した。

### 設立のスキーム
銀行設立のスキームとしては、金融準備会社が金融庁より事業免許を受けた上で、九州内にある山口銀行全23支店を新銀行の店舗として準備会社が譲受して開業している。このスキームは旧あさひ銀行が分離して埼玉りそな銀行が設立されたケース（同時にあさひ銀行は大和銀行と合併してりそな銀行に改組）に類似しており、実際YMFGもこれに倣ったと報じられている。
2011年（平成23年）9月9日付で金融庁による銀行免許取得のための予備審査が終わり予備免許が交付された。これを受け北九州金融準備は即日臨時取締役会を開き、社名を「株式会社北九州銀行」に変更するとともに銀行法第4条に基づく本免許申請を行い、同年9月16日に金融庁から銀行業の営業免許が交付され、10月3日に銀行としてスタートした。

### シンボルマークについて
シンボルマークについては、2011年（平成23年）3月23日に一般公募を実施する方針が示され、コーポレートカラーである「イエロー」（北九州市の花であるヒマワリをイメージ）の使用が応募基準として挙げられた。
採用されたシンボルマークは同年5月9日に発表された。黄色地の角丸四角形から白の楕円を切り抜いたものとなっており、ひまわりと輝く光をイメージしてデザインされている。

## 店舗網

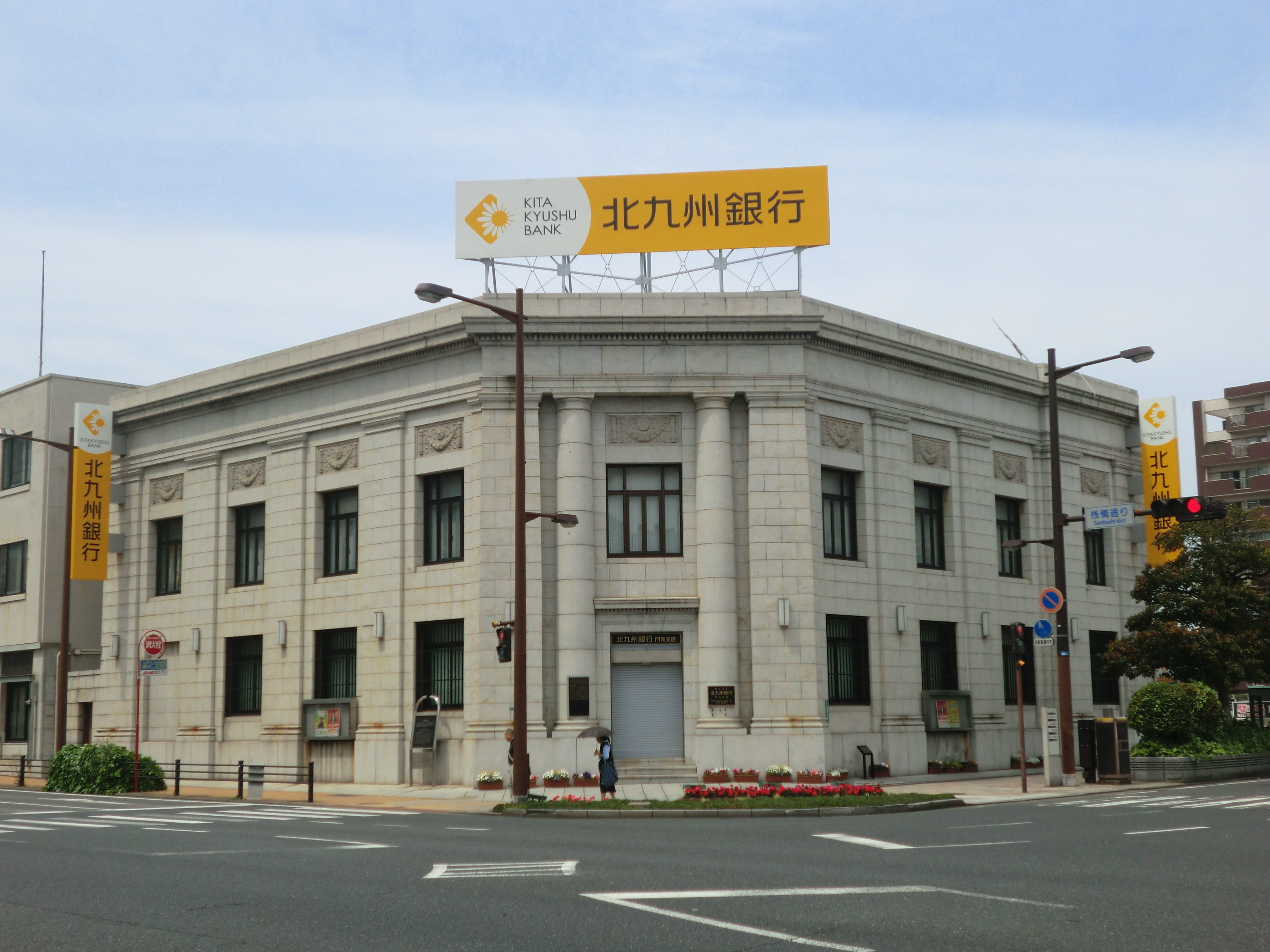
門司支店（北九州市門司区）
1934年竣工、旧横浜正金銀行門司支店→山口銀行門司支店

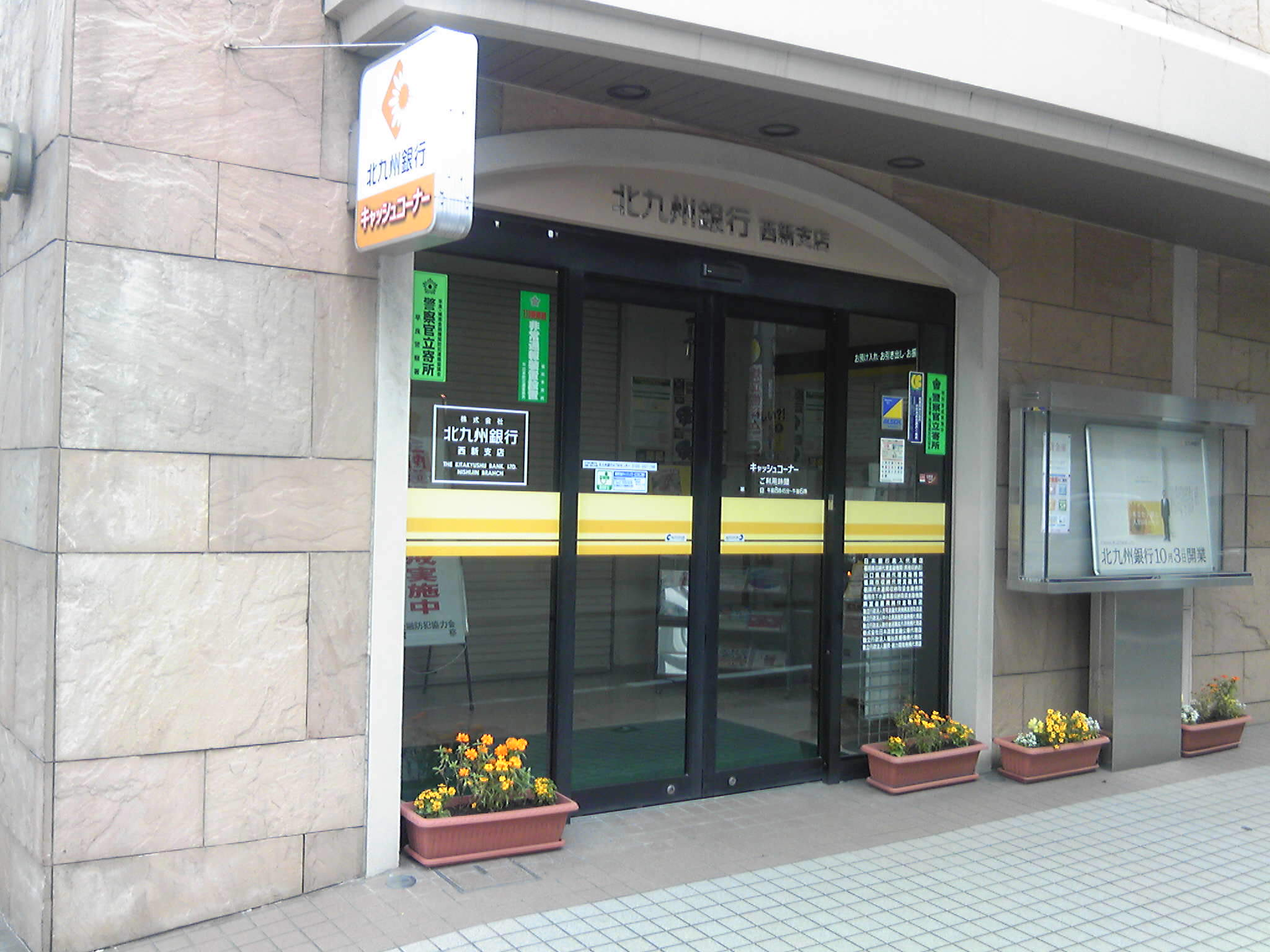
西新支店（福岡市早良区）

店舗数は37店舗（2022年2月6日現在）であり、地方銀行（第一地銀）としては最も店舗数が少ない。福岡県内は、北九州市に18店、福岡市に6店、苅田町・行橋市・福津市・直方市・飯塚市・宗像市・新宮町・筑紫野市・久留米市に各1店の計33店。福岡県外では、大分県に2店（中津市・大分市に各1店）、長崎県長崎市・熊本県熊本市に各1店が所在する。また、当行の代理店業務を東京都江東区豊洲に所在する山口銀行豊洲支店が担っており、当行公式サイトにも記載が在るものの、あくまで別銀行による代理業務に過ぎないため、当行の正式な支店には含まれていない。
店舗網のうち23店舗は山口銀行から九州内の店舗を譲り受けたものであり（店番号は山口銀行時代のものを引き続き使用）、銀行開業と同時に小倉北区の百貨店「コレット」内に井筒屋ウィズカードとの提携店舗「コレットプラス」（本店営業部コレットプラス出張所）をオープンした。なお「コレットプラス」は後に閉店し無人ATM化された。
山口FGは北九州銀行発足前の時点で「北九州市を中心とする北部九州に10ヵ店程度新設する」としていたが、2015年3月23日の筑紫野市への出店により達成した。新設10店舗達成後は、2015年度上半期に中津市、飯塚市へ出店した。2016年度には北九州市内へ新たに2店舗出店することを表明し、葛原支店の開設により37店舗体制となった。2017年には、福津市に出店した。

## 情報処理システム

### 勘定系システム
勘定系システムは、山口銀行などに於いてに稼動されていた三菱東京UFJ銀行が開発した基幹業務システム（預金や貸付などの勘定系、インターネット・バンキングなどのチャネル系、データ分析などの情報系）を活用し、日本IBMのクラウド技術を採用した「Chanceクラウド」を稼動させている。

## ATM
山口銀行からの分割設立ということもあり、ATMの取り扱いは基本的に山口銀行時代のものを引き継いでいる。山口フィナンシャルグループ傘下の山口銀行、もみじ銀行とはATM・CDを相互開放しており、平日 8:45 - 18:00の入出金手数料は無料である。また、平日 8:00 - 8:45・18:00 - 21:00の入出金、土曜・休日 9:00 - 17:00の入出金は手数料が108円(2019年10月1日からは110円)となるほか、3行店舗間のATMによる振込手数料を無料としている。
山口県内の各信用金庫（萩山口信用金庫・西中国信用金庫・防府信用金庫・東山口信用金庫）とのATM・CD相互無料提携（YSネットサービス）も実施しており、平日日中の出金手数料を無料としている（ただし入金は不可）。一方、九州内の地方銀行で構成される「九州ATMネットワーク」には参加しておらず（山口銀行時代から不参加）、ネットワークに参加する地銀10行 のATMを利用する場合には通常の他行利用手数料が必要となる。また、北九州銀行以外の金融機関が幹事となっている共同ATM では、北九州銀行発足後に発行されたキャッシュカードのみ自行扱いとなる（山口銀行時代に発行されたキャッシュカードは他行扱い）。
このほか、コンビニATMでは、セブン銀行、ローソン銀行、イーネットと提携しており、セブン銀行、ローソン銀行、イーネットのATMを利用する場合、平日日中の出金手数料は無料である(2020年1月5日まではセブン銀行、イーネットのATMを利用する場合、平日日中の出金手数料は無料であった。また、2020年1月6日から2025年1月5日まではコンビニATM手数料は有料であった。)。また、イオン銀行（出金・残高照会のみ）、ゆうちょ銀行（入金・出金）ともATM相互提携している。なお、2020年11月15日までローソン銀行については、元々山口銀行が山口県内のローソン銀行ATMの管理を前提とした提携関係（通常時にも手数料等が発生）であったこともあり、提携行の扱いとなっていなかった（MICS経由での取引は可能だった。)。

## 北九州銀行を巡る動向
北九州銀行は山口銀行の九州内支店の分割により設立された銀行であるが、地方銀行が支店の一部を分割して設立するのは異例であり、金融庁も毎日新聞の取材に対して「金融史を明治時代までさかのぼって調査したわけではないが、聞いたことがない」と述べている。特に、開業の2011年（平成23年）当時は金融業界は規模を問わず再編・縮小均衡の傾向が顕著であり、北九州銀行の開設は一見するとその流れに逆行しているようにも見え、地元地銀幹部からも新規開業に伴う経費負担から新銀行が掲げる初年度黒字目標に疑問を呈する声もある。これについて、YMFGの福田浩一社長は「30年、50年先を見据えた、地域に一番近い銀行をつくりたかった」と、“北九州市に本店を置く”という存在感を狙っていることを語っており、西南学院大学商学部准教授の西田顕生も「金利面だけでなく融資実行のスピードが上がることも期待できる」と地域貢献面の優位性を指摘している。銀行本店がなかった北九州市における地元地銀の設立であり、利用者の間では期待も大きい反面、競合他行との競争や、市内では各区に店舗が無いことに対しての利便性の向上を求める声も聞かれる。
北九州銀行の設立の動きには、福岡を地場とする地方銀行である福岡銀行と西日本シティ銀行が敏感に反応している。福岡銀行は2010年（平成22年）4月1日付けで代表取締役副頭取兼務となる「北九州代表」のポストを新設するとともに北九州本部担当の執行役員を増員、西日本シティ銀行は2010年（平成22年）5月14日付けで、北九州における営業強化のため「北九州地区本部」を取締役常務執行役員を長とする「北九州総本部」に改組する など、北九州地区での組織強化を図っている。
2014年（平成26年）6月18日、北九州市における指定金融機関が福岡銀行とみずほ銀行の2行輪番から2015年度から4年間、4行輪番に移行することが発表され、西日本シティ銀行とともに輪番行の1つに指定された。北九州銀行の指定期間は2017年・2021年・2025年の4月1日 - 翌年の3月31日までの予定。

## 広報活動
北九州高速鉄道や西鉄バス、小倉駅南北自由通路の小倉城口側の階段への広告掲示、同駅前の商業施設であるコレットの2階入口（小倉駅前人工地盤と直結）付近へのコレットプラス出張所の開設（後に閉店）等、同駅の利用者を対象とした広報活動を展開している。
また、平成筑豊鉄道門司港レトロ観光線（愛称：北九州銀行レトロライン）の命名権を取得し、2012年シーズンからギラヴァンツ北九州のオフィシャルスポンサーを務める など、地域内の企業や団体等を支援する活動を積極的に実施している。具体的には、練習用ユニフォームへの北九州銀行ロゴの掲出 や、北九州エリアの店舗を中心にしたコカ・コーラウエストのギラヴァンツ応援自販機の設置、ギラヴァンツ応援定期預金の販売など。
イメージキャラクターには乃木坂46を起用している。

## その他
漫画家の松本零士が福岡県出身であることから、開業2ヶ月後の2011年12月1日から現在に至るまで松本の代表作である『銀河鉄道999』をキャッシュカードのデザインとして採用している。窓口で口座を開設する場合も通帳レス（通帳無し）での開設を原則としているが、顧客の所有しているスマートフォンが当行のスマートフォンアプリに対応していないなど、特別な事情がある場合に限り、紙製の預金通帳を発行できる。この時に通帳も『銀河鉄道999』のデザインの物を選択することが出来る。

### 注
1. ↑  銀行としての営業開始は2011年10月3日。
2. ↑  ただし西日本銀行は相互銀行（旧・西日本相互銀行）からの転換であり、純然たる新設行（企業分割を含み、逆さ合併による事実上の業態転換は含まない）としては約半世紀ぶりである。
3. ↑  福岡銀行、筑邦銀行、佐賀銀行、十八銀行、親和銀行、肥後銀行、大分銀行、宮崎銀行、鹿児島銀行及び西日本シティ銀行。
4. ↑  2012年（平成24年）2月現在は北九州空港内にある福岡銀行管理のもののみ。
5. ↑  この鉄道路線のネーミングライツはもともと山口銀行が取得していたものであり、北九州銀行設立の際に継承された。継承前の名称は「やまぎんレトロライン」であった。
6. ↑  到津支店（アクロスプラザいとうづ内）・コレットプラスのように北九州エリアでも、立地場所の関係で設置していない店舗がある。